# 아카이역
아카이역(일본어: 赤井駅)은 일본 후쿠시마현 이와키시에 위치한 동일본 여객철도 반에쓰토선의 철도역이다. 단선 승강장 1면 1선의 구조를 갖춘 지상역이다.

## 이용 현황
| 승차 인원 추이 | 승차 인원 추이 |
| 연도           | 1일 평균       |
| -------------- | -------------- |
| 2000           | 145            |
| 2001           | 134            |
| 2002           | 126            |
| 2003           | 121            |
| 2004           | 115            |

## 역 주변
- 국도 제399호선
- 나쓰이 강

## 역사
- 1915년 7월 10일 : 개업.
- 1985년 3월 14일 : 무인화. 역사 측에 선로를 철거.
- 1987년 4월 1일 : 일본국유철도 분할 민영화에 의해, 동일본 여객철도가 승계.

## 인접 역
| ■ 반에쓰토선       | ■ 반에쓰토선 | ■ 반에쓰토선           |
| ------------------ | ------------ | ---------------------- |
| 이와키 이와키 방면 | ■ 반에쓰토선 | 오가와고 고리야마 방면 |